# Roz Kaveney
Roz Kaveney (9 de julho de 1949) é uma mulher trans, escritora britânica de ficção e não-ficção, e editora. Formou-se pelo Pembroke College, Oxford.
Em suas próprias palavras, "fui criada católica, mas superei isso, nasci com o sexo masculino, mas superei isso, deixei de me deitar com garotos desde que deixou de ser um e estou muito mais feliz do que quando era jovem."
É mais conhecida por suas publicações de crítica sobre a cultura pop. É militante pelos direitos das pessoas trans*.